# Smarck Michel
Smarck Michel (* 29. März 1937 in Saint Marc; † 1. September 2012 in Port-au-Prince) war ein haitianischer Geschäftsmann und Politiker, der im November 1994 für ein Jahr Premierminister seines Landes wurde.

## Leben und politisches Wirken
Der am 29. März 1937 in Saint Marc als Sohn eines Offiziers der haitianischen Streitkräfte geborene Michel besuchte eine Schule (College) in New York und kehrte in den 1950er Jahren nach Haiti zurück. Dort übernahm er die von seinem Vater in der Zwischenzeit aufgebaute Bäckerei und betrieb später in Port-au-Prince ein Lebensmittelgeschäft.
Als Anhänger und langjähriger Freund von Jean-Bertrand Aristide wurde er in dessen erster Amtszeit für einige Monate Wirtschaftsminister (ministre du Commerce et de l'Industrie).
Am 8. November 1994 wurde er nach der Wiedereinsetzung von Aristide durch die Vereinigten Staaten in dessen zweiter Amtszeit Premierminister. Seine Nominierung sollte Kreise der Wirtschaft und der haitianischen Mittel- und Oberschicht die Sorge vor einer linksgerichteten Wirtschaftspolitik des Populisten Aristide nehmen. Allerdings wurde Michel am 7. November 1995 nach nur einem Jahr im Amt entlassen, da zu seiner Politik auch ein Privatisierungsplan gehörte, der bei der Mehrheit der haitianischen Bevölkerung auf heftige Ablehnung stieß. Ferner war es seiner Regierung nicht gelungen, die Preise für Lebensmittel und andere Güter des täglichen Gebrauchs zu senken. Von Michel eingeführte Preiskontrollen waren weitgehend ignoriert worden.
Nach seiner Zeit in der Politik kehrte Michel in den Lebensmittelladen der Familie zurück, den er bis zum Eintritt in den Ruhestand im Jahr 2010 weiterführte.
Michel war 53 Jahre mit Victoire Marie-Rose Sterlin verheiratet und hatte drei Kinder. Er starb am 1. September 2012 im Alter von 75 Jahren in der Nähe von Port-au-Prince an einem Gehirntumor.